# 1195
| 1195               |
| ------------------ |
| Dødsfald - Fødsler |
|                    |

| Gregoriansk kalender | 1195 MCXCV              |
| Ab urbe condita      | 1948                    |
| Armensk kalender     | 644 ԹՎ ՈԽԴ              |
| Kinesiske kalender   | 3891 – 3892 甲寅 – 乙卯 |
| Etiopisk kalender    | 1187 – 1188             |
| Jødisk kalender      | 4955 – 4956             |
| Hindukalendere       |                         |
| - Vikram Samvat      | 1250 – 1251             |
| - Shaka Samvat       | 1117 – 1118             |
| - Kali Yuga          | 4296 – 4297             |
| Iransk kalender      | 573 – 574               |
| Islamisk kalender    | 591 – 592               |

Konge i Danmark: Knud 6. 1182-1202
Se også 1195 (tal)

## Født
- Pave Innocens 4. (død 1254)
- Pave Urban 4. (død 1264)

## Dødsfald
- 6. august - Henrik Løve, fyrste i det Tysk-Romerske Rige (født 1129)